# Psathyrophlyctis
Psathyrophlyctis es un género de hongos en la familia Phlyctidaceae (orden Gyalectales). El género es monotípico, contiene la especie Psathyrophlyctis serpentaria, propia de Sud África.